# František Břetislav Kadlčík

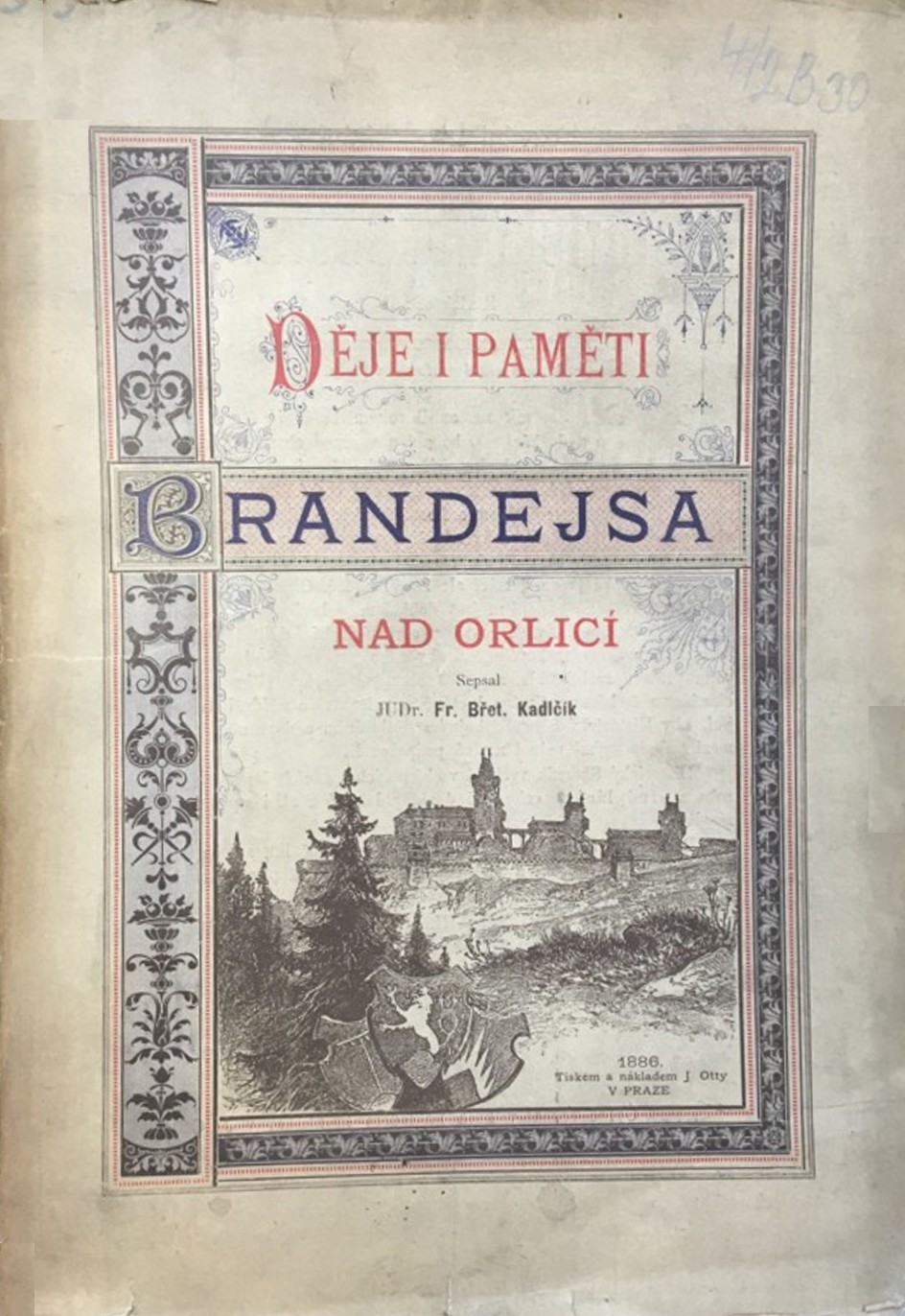
Děje i paměti Brandejsa nad Orlicí, napsal František Břetislav Kadlčík, 1886

František Břetislav Kadlčík, křtěný Franz (13. července 1845 Dub nad Moravou – 27. dubna 1897 Gries u Bolzana), byl český advokát, překladatel a spisovatel.

## Život
František Břetislav Kadlčík se narodil poblíž Prostějova v obci Dub v rodině domkáře Fabiana Kadlčíka a jeho ženy Marie rodem Fialové. Základní vzdělání získal v místní škole, dále vystudoval gymnázium, v letech 1870-1874 práva v Praze na právnické fakultě Univerzity Karlovy. Poté působil jako advokátní koncipient a dále byl nějaký čas zaměstnán v Chrudimi u doktora práv páně Sýkory. Následně dlel delší čas v Opavě, kde obhajoval prostý lid u slezských soudů a poté působil jako advokát v Napajedlech.
Odtud se přestěhoval do Litomyšle, ale předtím strávil nějaký čas v Brandýse nad Orlicí, kde pátral v městském archivu po starých památkách rodu Žerotínů a výsledkem onoho pátrání vznikla obšírná kniha „Dějiny města Brandýsa nad Orlicí“. Za své zásluhy o město Brandýs nad Orlicí, kterou si svou prací zasloužil, byl dr. Kadlčík jmenován čestným měšťanem.
V Litomyšli se záhy seznámil se slečnou Marií Jesslerovou dcerou dědičného litomyšlského poštmistra a majetnicí rozsáhlých realit. Kolem roku 1890 se oženil s Marií Jesslerovou, která postoupila svému manželi poštu, kterou i s dědičným právem prodal c.k. poštovnímu eráru. Kadlčíkova manželka Marie měla rovněž ve svém vlastnictví cukrovar v Cerekvici, ten však záhy upadl do konkurzu a proto jej dr. Kadlčík odkoupil a dále jej i spravoval. Během času se cukrovarnickému závodu věnoval zcela, velkým nákladem jej zrekonstruoval a vedl jej na moderní výši, tak že se mu, co do technického zařízení málokterý vyrovnal. JUDr. Kadlčík byl nepřítelem kartelů a podporoval férové konkurenční zápolení.
V roce 1891 František Kadlčík kandidoval do Říšské rady, ale jelikož kandidoval za stranu Staročeskou, zvolen nebyl a poté se stáhl do ústraní a politicky již nevystupoval.
Nemalé starosti s cerekvickým cukrovarem vedly k tomu, že se zdravotní stav Františka Kadlčíka rapidně zhoršil, až dospěl do stádia, kdy v zimě roku 1893 odjel na léčení do Karlových Varů. Když se ani tam nemoc nezlepšila odjel do Cannes ve Francii, ale ani tam se jeho stav nezlepšil. Následně podstoupil těžce nemocný dr. Kadlčík zpáteční cestu do Čech, ale nebylo mu dopřáno aby skonal na rodné půdě. Zemřel 27. dubna 1897 v Griesu u Bolzana a odtamtud byly jeho ostatky převezeny do rodného Dubu na Moravě a tam byly uloženy do hrobky.
JUDr. František Kadlčík měl zvláštní zálibu v dějepise a lingvistice, mluvil několika jazyky a ještě nedlouho před smrtí se učil maďarštině.

## Literární dílo
- 1886 Děje i paměti Brandejsa nad Orlicí[2]